# Anni 0
Gli anni 0 sono il decennio che comprende gli anni dal 1 al 9 inclusi.
Poiché nella cronologia ordinaria non esiste l'anno 0, questo decennio dura in realtà 9 anni.

## Personaggi
- Gesù
- San Pietro